# 貝沼次郎
貝沼 次郎（かいぬま じろう、1933年3月15日 - 2025年1月5日）は、日本の政治家。新潟県出身。新潟大学理学部物理学科卒業。元衆議院議員（7期）。

## 来歴・人物
1969年12月27日、第32回衆議院議員総選挙に、岡山2区から公明党公認候補として立候補し、初当選する（以降7回）。
1985年、公明党委員長の竹入義勝の下で公明党中央統制委員に就任する。
1986年12月、公明党大会において、公明党委員長に就任した矢野絢也の下で、公明党中央統制副委員長に就任する。
1989年5月、矢野委員長の退任にともない、公明党中央統制副委員長を退任する。
1993年8月、公明党委員長の石田幸四郎の細川内閣入閣にともない、公明党副委員長に就任する。
1994年12月10日、公明党の解散により、新進党結成に参加する。
1996年10月20日、第41回衆議院議員総選挙に、比例中国ブロックから新進党公認候補（名簿順位4位）として立候補したが、岡山4区の新進党公認候補であった加藤六月が、現職の自民党総裁・内閣総理大臣である橋本龍太郎と戦う保険として重複立候補が認められ、貝沼より上の順位となる比例名簿3位で登載されたため、割を食う形となり次点で落選した（新進党は原則として重複立候補を認めていなかった。加藤は小選挙区で落選したが、比例復活で議席を確保している）。
選挙後、政界から引退した。なお、2000年6月まで繰上当選の可能性を有していた。
2025年1月5日、老衰のため、岡山県倉敷市の病院で死去した。91歳没。

## 役職歴
- 公明党中央統制委員
- 公明党中央統制副委員長
- 公明党副委員長